# El Cuentacuentos Japonés
El Cuentacuentos Japonés era un personaje del programa infantil Barrio Sésamo, y protagonizaba una serie de sketches cortos en los que contaba historias sobre el antiguo Japón.
Siempre aparecía sentado en el suelo, junto a un gong, mientras los personajes del cuento actuaban al fondo. Los personajes solían repetir lo que decía el narrador palabra por palabra, y entre ellos figuraban habitualmente “El Emperador” y “El Malvado Primer Ministro”.
El Cuentacuentos Japonés solía introducir el cuento, momento tras el cual un Muppet golpeaba el gong, haciendo vibrar al pobre Cuentacuentos. Una vez, “El Malvado Primer Ministro”, descontento con el final de la historia, le golpeó con la maza del gong.